# Лика (язык)
Лика — язык, относящийся к зоне D языков банту. Распространён в Демократической Республике Конго (около 60 тыс. носителей), в провинции Верхнее Уэле (территории Вамба) (57 тыс. носителей) и Рунгу (3 тыс. носителей).
Используется письменность на основе латинского алфавита: A a, B b, Bh bh, D d, Dh dh, E e, Ɛ ɛ, F f, G g, Gb gb, Gy gy, H h, I i, Ɨ ɨ, K k, Kp kp, Ky ky, L l, M m, Mb mb, N n, Nd nd, Ng ng, Ngb ngb, Ngy ngy, Ny ny, Nz nz, O o, Ɔ  ɔ, P p, S s, T t, U u, Ʉ ʉ, V v, W w, Y y, Z z.